# Оберриден (Цюрих)
Оберриден (нем. Oberrieden ZH) — коммуна в Швейцарии, в кантоне Цюрих.
Входит в состав округа Хорген. Население составляет 4907 человек (на 31 декабря 2007 года). Официальный код — 0137.

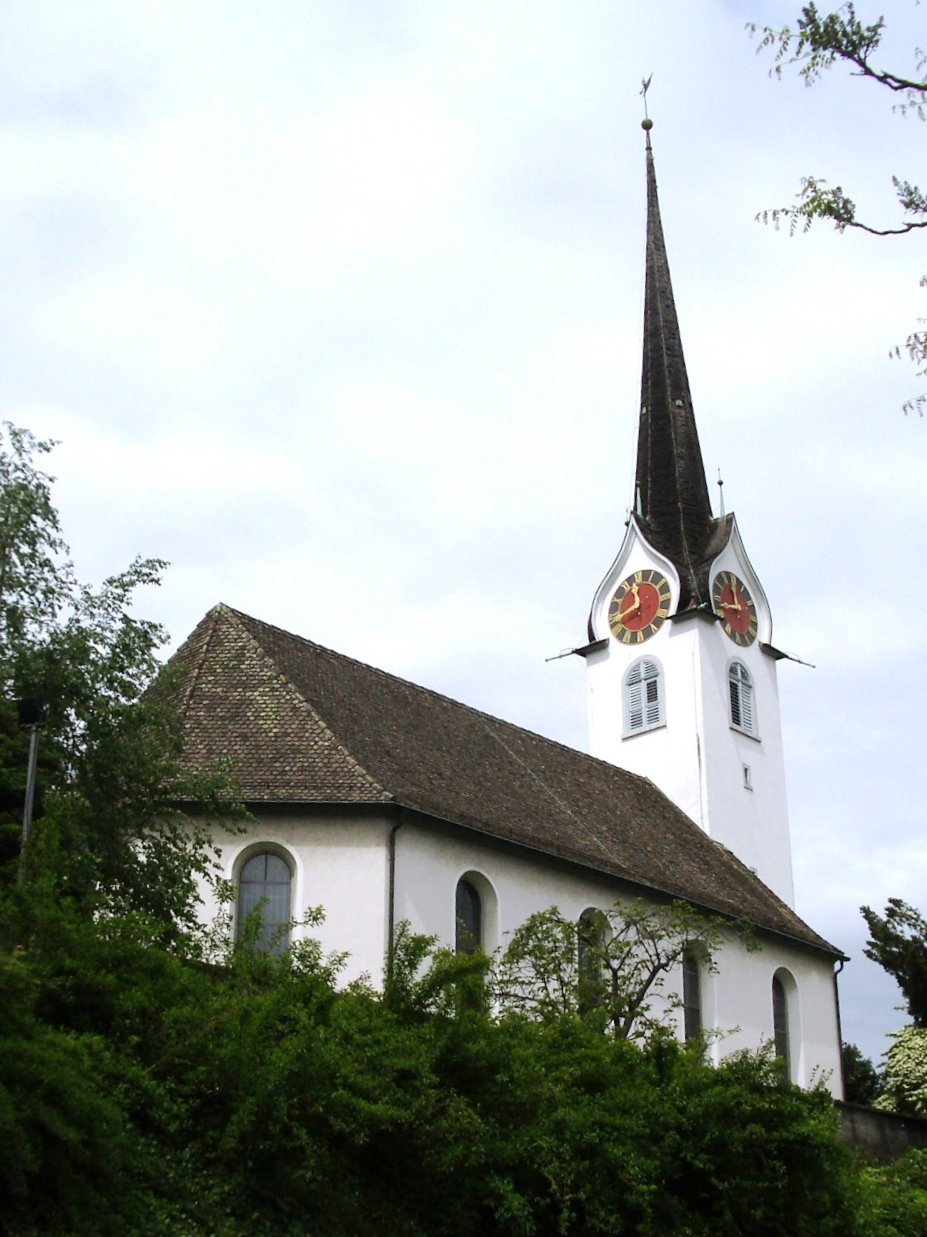
Церковь

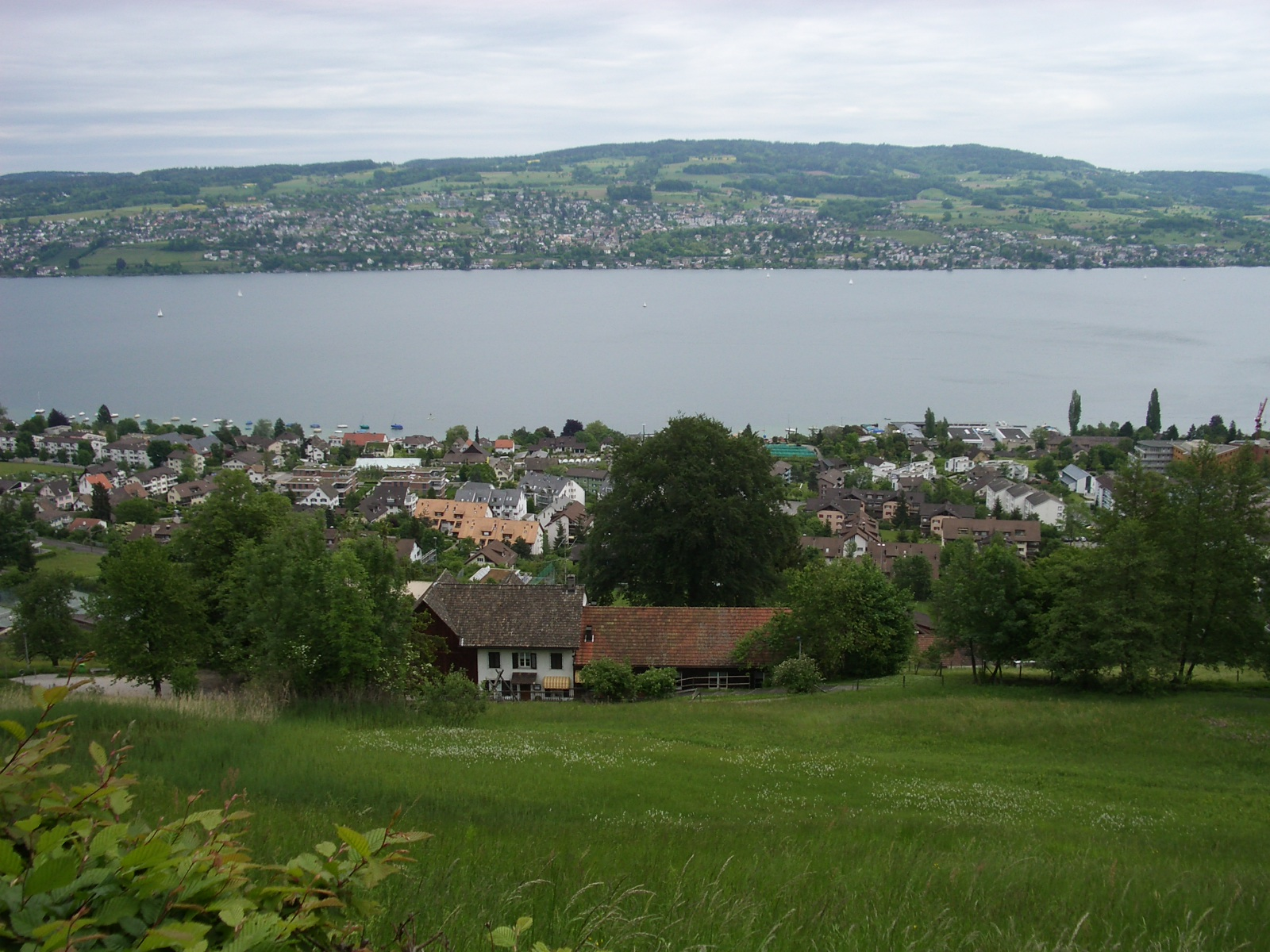
Оберриден